# Saint Ambrose University
La Saint Ambrose University (SAU) è un'università privata di indirizzo cattolico con sede a Davenport, nello stato americano dell'Iowa.
La Saint Ambrose Academy fu fondata nel 1882 come seminario e scuola commerciale da John McMullen, primo vescovo di Davenport. Prese il nome di Saint Ambrose College nel 1908. inizialmente i corsi erano riservati agli studenti di sesso maschile, ma nel 1968 furono ammesse le prime studentesse. Il college fu elevato al rango di university nel 1987.